# Jan Hrebenda
Jan Antoni Władysław Hrebenda (ur. 10 czerwca 1896 w Krakowie, zm. 7 sierpnia 1941 w Auschwitz) – doktor praw, sędzia, porucznik Wojska Polskiego.

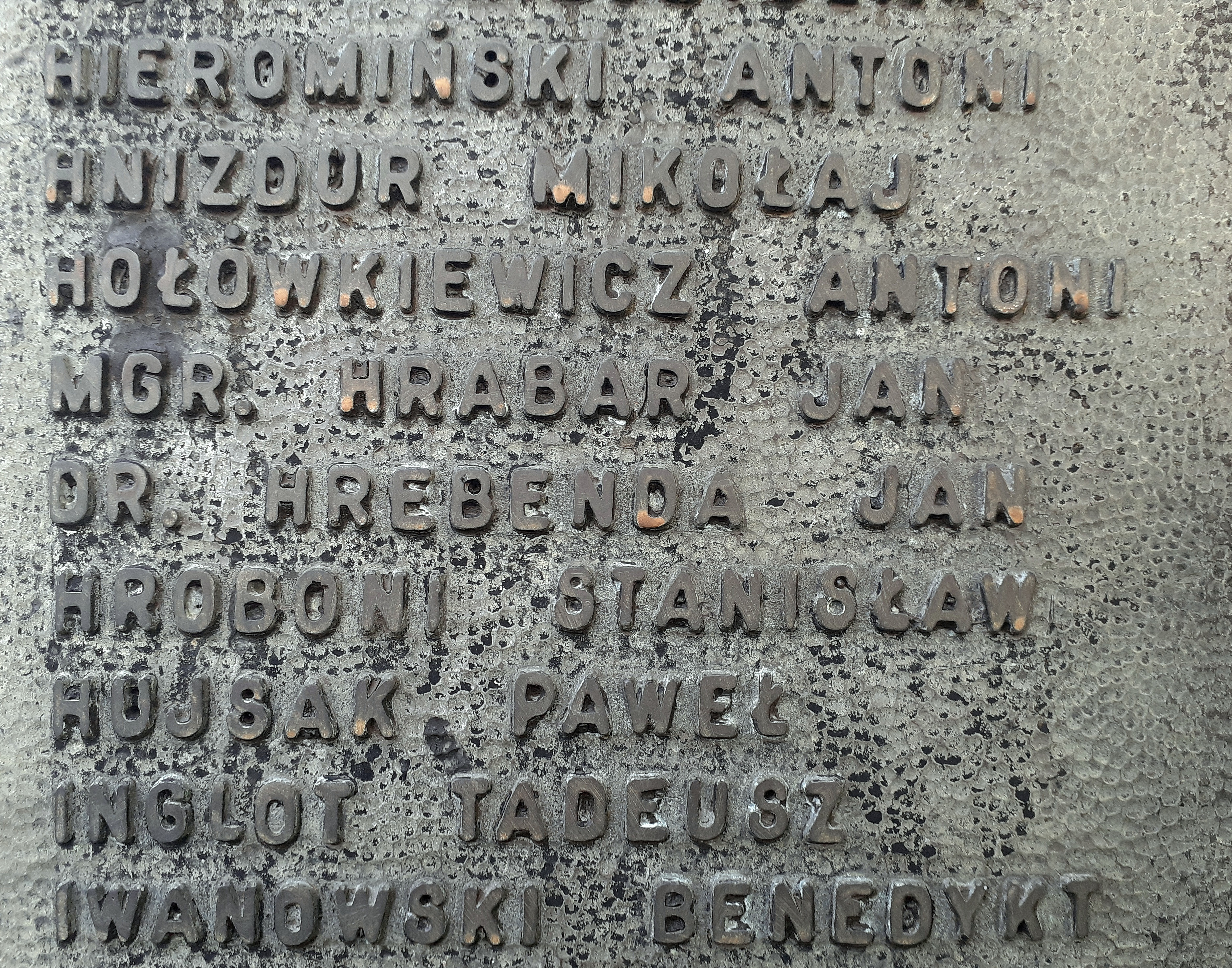
Upamiętnienie na Mauzoleum w Sanoku

## Życiorys
Jan Antoni Władysław Hrebenda urodził się 10 czerwca 1896 w Krakowie. Był synem Władysława i Anny z domu Reiner wzgl. Rajner (zm. 10 marca 1931 w Sanoku jako wdowa w wieku 66 lat i pochowana tamże). Był bratem Stanisława (1894-1940, także oficer armii austriackiej i Wojska Polskiego, ofiara zbrodni katyńskiej).
Podczas I wojny światowej był powołany do służby w C. K. Armii, mianowany w rezerwie piechoty chorążym z dniem 1 lipca 1916, a następnie awansowany na stopień podporucznika z dniem 1 stycznia 1917. Był przydzielony do 13 pułku piechoty. W jego szeregach działał w polskiej tajnej organizacji niepodległościowej, utrzymującej kontakt organizacyjny z Legionami Polskimi. Przed 1918 został odznaczony srebrnym Medalem Waleczności 2 klasy.
Został przyjęty do Wojska Polskiego dekretem Wodza Naczelnego Wojsk Polskich z 1 listopada 1918 w grupie byłych oficerów armii austro-węgierskich i 7 stycznia 1919 przydzielony w stopniu podporucznika do 8 pułku piechoty w Krakowie. Brał udział w walkach o ustalenie granic z lat 1918-1921. Został zweryfikowany w stopniu porucznika rezerwy piechoty ze starszeństwem z dniem 1 czerwca 1919. W latach 20. był oficerem rezerwowym macierzystego 11 pułku piechoty, w okresie pokoju stacjonującego w garnizonie Tarnowskie Góry. Później został przeniesiony do korpusu oficerów taborowych i zweryfikowany w stopniu porucznika ze starszeństwem z dniem 1 czerwca 1919. W 1934 był oficerem rezerwy 10 dywizjonu taborów z Przemyśla i pozostawał wówczas w ewidencji Powiatowej Komendy Uzupełnień Rzeszów.
Ukończył studia prawnicze na Wydziale Prawa i Administracji Uniwersytetu Jagiellońskiego, uzyskując stopień doktora praw. W okresie II Rzeczypospolitej pracował jako sędzia grodzki: w Krakowie, w Rzeszowie, w Bielsku (w tamtejszym Sędzie Grodzkim w 1935 został kierownikiem działu cywilnego, był też sędzią śledczym) i w Ciężkowicach do 1939. 28 lutego 1939 został przeniesiony w stan spoczynku.
Po wybuchu II wojny światowej 1939 początkowo mieszkał w Krakowie przy ulicy Szpitalnej 20. Po nastaniu okupacji niemieckiej zaangażował się w działalność konspiracyjną. Najprawdopodobniej współpracował w ramach organizowania przerzutów osób przez zieloną granicę na Węgry. W Sanoku zamieszkiwał przy ul. Antoniego Potockiego 12. 1 kwietnia 1940 został aresztowany przez Niemców i od tego czasu był przetrzymywany w więzieniu w Sanoku (w tamtejszej ewidencji wpisany jako Władysław Hrebenda). Przebywał tam do 9 sierpnia 1940. Potem był osadzony na zamku w Rzeszowie oraz w więzieniu w Tarnowie. Stamtąd został wywieziony i 30 sierpnia 1940 został osadzony w niemieckim obozie koncentracyjnym Auschwitz, otrzymując obozowy numer więźnia 3665. Otrzymał funkcję pielęgniarza w dziale Häftlings-Krankenbau (HKB) blok 15 (po przemianowaniu blok 20). Od listopada 1940 działał w ramach konspiracyjnej organizacji obozowej tj. w Związku Organizacji Wojskowej, założonej przez ppor. Witolda Pileckiego. Opiekował się Pileckim podczas jego choroby. W maju 1941 został przeniesiony do bloku 3. 7 sierpnia 1941 poniósł śmierć w Auschwitz na skutek wycieńczenia.
Od 8 października 1927 jego żoną była Janina Józefa z domu Pytel (ur. 1901, córka Adama Pytla), która tuż po wojnie przebywała w Sanoku.
W 1962 Jan Hrebenda został upamiętniony wśród innych osób wymienionych na jednej z tablic Mauzoleum Ofiar II Wojny Światowej na obecnym Cmentarzu Centralnym w Sanoku.